# Tethina incisuralis
Tethina incisuralis är en tvåvingeart som först beskrevs av Macquart 1851.  Tethina incisuralis ingår i släktet Tethina och familjen Canacidae. Inga underarter finns listade i Catalogue of Life.